# Radliniec
Radliniec (niem. Wilhelmswalde) – wieś w Polsce, położona w województwie wielkopolskim, w powiecie średzkim, w gminie Nowe Miasto nad Wartą.
| SIMC    | Nazwa   | Rodzaj    |
| ------- | ------- | --------- |
| 0590898 | Dąbrowa | część wsi |

W czasie II Wojny Światowej wieś została kompletnie spalona, a następnie odbudowana przez Niemców jako wzorcowa wieś kolonizacyjna. Zbudowana wtedy charakterystyczna zabudowa jest widoczna do dzisiaj.
W latach 1975–1998 wieś administracyjnie należała do województwa poznańskiego.